# Орден Государства Палестина
Орден Государства Палестина (араб. وسام دولة فلسطين‎) — высшая награда Государства Палестина с 2015 года. Вручается королям, главам государств или правительств и прочим иностранным высокопоставленным гражданам.

## Описание награды
Орден делится на пять степеней: 
- Большая цепь — вручается королям, президентам и главам правительств.
- Большая цепь и Звезда Палестины — вручается королям, президентам и главам правительств. Ранее была отдельной наградой.
- Звезда «За заслуги» — вручается министрам, послам, губернаторам, членам парламентов и представителям партий.
- Звезда Свободы — вручается палестинским и иностранным активистам, борющимся за мир, а также членам парламентов и представителям партий, которые «поддерживают свободу и независимость Государства Палестина».
- Рыцарь Палестины — присуждается за выдающиеся творческие или иные заслуги в различных областях.

| Большая цепь | Большая цепь и Звезда Палестины |
| ------------ | ------------------------------- |
|              |                                 |
|              |                                 |

| Звезда «За заслуги» | Звезда Свободы | Рыцарь Палестины |
| ------------------- | -------------- | ---------------- |
|                     |                |                  |
|                     |                |                  |

## Известные награждённые
- Махмуд Аббас (2015)[5]
- Салман ибн Абдул-Азиз Аль Сауд (2015)[6]
- Хамад ибн Иса Аль Халифа (2017)[7]
- Си Цзиньпин (2017)[8]
- Нарендра Моди (2018)[2]
- Абдельмаджид Теббун (2021)[9]